# Sobotín
Sobotín település Csehországban, Šumperki járásban. Sobotín Stará Ves, Petrov nad Desnou, Oskava, Vikýřovice, Hraběšice, Velké Losiny és Vernířovice településekkel határos. Lakosainak száma 1142 fő (2024. január 1.).

## Népesség
A település lakosságának változását az alábbi diagram mutatja:
| Lakosok száma | 3407 | 3062 | 2434 | 1301 | 1355 | 1251 | 1191 | 1157 | 1117 | 1142 |
|               | 1869 | 1890 | 1921 | 1950 | 1980 | 2001 | 2017 | 2019 | 2022 | 2024 |